# Замбија
Замбија (енгл. Zambia), или званично Република Замбија (енгл. Republic of Zambia) држава је без излаза на море у централном делу источне Африке. Граничи се са Демократском Републиком Конго на северу, Танзанијом на североистоку, Малавијем на истоку, Мозамбиком, Зимбабвеом, Боцваном на југу и са Анголом на западу. Прво име је било Северна Замбезија а затим Северна Родезија. Замбија је добила име по реци Замбези која је већим делом јужна граница земље.
Првобитно насељен коисанским народима, овај регион је био захваћен банту експанзијом у тринаестом веку. Пратећи европске истраживаче у осамнаестом веку, Британци су крајем деветнаестог века колонизовали регион у британске протекторате Бароцеланд-Северозападна Родезија и Североисточна Родезија. Они су спојени 1911. године и формирали су Северну Родезију. Током већег дела колонијалног периода Замбијом је управљала администрација именована из Лондона по савету Британске јужноафричке компаније.
Дана 24. октобра 1964. Замбија је постала независна од Уједињеног Краљевства, а премијер Кенет Каунда постао је инаугурациони председник. Каундина социјалистичка Уједињена национална независна партија (UNIP) одржала је власт од 1964. до 1991. Каунда је имао кључну улогу у регионалној дипломатији, блиско сарађујући са Сједињеним Државама у потрази за решењима сукоба у Јужној Родезији (Зимбабвеу), Анголи и Намибији. Од 1972. до 1991. Замбија је била једнопартијска држава са UNIP-ом као једином легалном политичком странком под мотом „Једна Замбија, једна нација” коју је осмислио Каунда. Њега је наследио Фредерик Чилуба из социјалдемократског Покрета за вишестраначку демократију 1991. године, започињући период друштвено-економског раста и децентрализације владе. Замбија је од тада постала вишестраначка држава и доживела је неколико мирних преноса власти.
Замбија садржи богате природне ресурсе, укључујући минерале, дивље животиње, шуме, питку воду и обрадиве површине. Светска банка је 2010. године Замбију прогласила једном од најбрже економски реформираних земаља на свету. Седиште Заједничког тржишта за источну и јужну Африку (COMESA) је у Лусаки.

## Географија

### Положај
Државе са којима се Замбија граничи су: Зимбабве, Танзанија, Демократска Република Конго, Малави, Мозамбик, Намибија, Ангола и Боцвана. Површина државе износи 752.618 km².

### Геологија и рељеф
Већину Замбије заузима висораван чија се висина креће од 1000 до 1500 m, испресецана дубоким речним долинама и тектонским каналима. Терен се успиње према истоку, где се у брдима Мафинга налази највиша тачка Замбије са висином од 2301 m. Велики део јужне границе према Зимбабвеу чини река Замбези на којој се налазе Викторијини водопади, међу најпознатијима на свету. Главни и највећи град је Лусака (1,2 милиона становника). Остали већи градови су Ндола (550.000), Китве (500.000), Кабве (260.000), Чингола (240.000), Мафулира (220.000) и Луаншија (180.000). Градови Ндола, Кабве, Чингола и Мафулира се налазе у „бакарном појасу“ који је регија дуга око 200 km и широка око 80 km, а протеже се уз границу са Замбијом у области са великим природним залихама бакра и других метала. Рударска експлоатација у овој области почела је 1930. године и она представља имиграциону област у коју ради потраге за послом долази становништво из свих делова Замбије.

## Историја
Староседеоце Замбије, Бушмане и Хотентоте, пре 2.000 година потиснули су банту народи. У 8. веку на подручју горњег Замбезија народ Бароце основао је своју државу, а северно од ње формирао се племенски савез народа Бемба. Највећи део досељеника дошао је у ове крајеве у 15. веку с доласком народа Луба и Лунда из суседног Конга и Анголе. Народ Нгуни, који потиче с југа, придружио им се у 19. веку. Осим малобројних португалских истраживача Европљани нису дошли у додир с територијом Замбије све до средине 19. века када на ово подручје продиру западни истраживачи, мисионари и трговци.
Тако 1855. године енглески истраживач Дејвид Ливингстон за Европу открива слапове на реци Замбези и назива их по краљици Викторији. Године 1888. Сесил Роудс, представник британских трговачких и политичких интереса, добио је од овдашњих поглавица концесију за искориштавање рудних богатстава, а још исте године Северна Родезија (данашња Замбија) и Јужна Родезија (садашњи Зимбабве) проглашене су за подручја британске интересне сфере. Под директну власт британске круне Северна Родезија је потпала 1924. године. Две Родезије заједно с Њасом формирају 1953. године Федерација Родезије и Њасе.
Северна Родезија је у то време била поприште немира, што узрокује кризу управљања Федерацијом. Црначка већина је захтевала веће учешће у влади, односно тражила је окончање колонијализма, што доводи у октобру и децембру 1962. до расписивања избора за Законодавно веће. Побеђују Удружена народна странка независности – УНИП и Афрички народни конгрес Замбије – ЗАНЦ, који у коалицији не сарађују нарочито сложно. Веће захтева отцепљење Северне Родезије од Федерације и потпуну самоуправу утемељену на новом уставу и ширим демократским правима. По распаду Федерације 31. децембра 1963. настаје дана 24. октобра 1964. независна Република Замбија. Први председник био је Кенет Каунда.
Крајем шездесетих година Каунда је извршио национализацију, започео с развојем социјалистичке привреде и друштва, а 1972. године увео је једнопартијски политички систем. У почетку је његова владавина имала многе позитивне ефекте (уједињење земље, изградња школа и болница, подизање животног стандарда), али је касније земља због пада цене бакра запала у економску кризу. На вишепартијским изборима 1991. године победио је опозициони лидер Фредерик Чилуба. Тржишна економија није знатно утицала на економски опоравак земље. На изборима 2001. године изабран је нови председник Леви Мванаваса, а 2008. Рупија Банда.

## Привреда
Иако је велика већина становника земље запослена у пољопривреди, главни покретач замбијске привреде је рударство. Земља има велика налазишта бакра, а вади се и кобалт. У постколонијалном раздобљу замбијска привреда је углавном стагнирала или назадовала, делом и због национализације рударске индустрије и последица лошег управљања, а делом и због неповољног светског тржишта бакра, главног извозног производа. У последњих неколико година програм приватизације и либерализације те раст цена бакра на светском тржишту помогли су економски опоравак земље. Извози се и значајна количина струје која се добија у хидроелектранама. БДП је за 2004. процењен на 900 амерички долара по становнику (мерено по ППП-у).

## Становништво
У Замбији живи око 70 етничких група које углавном говоре банту језицима. Највеће су Бемба, Њанџа-Чева, Тонга, Лунда, Лувале, Каонде и Лози. Најзаступљенија религија је хришћанство, близу 96%, остале религије су ислам и хиндуизам са мање од 1% заступљености.
Замбија је у афричким размерима прилично урбанизована – у градовима живи 44% становништва. Вирусом ХИВ-а заражено је 16,5% одраслог становништва (нешто мање од милион људи).

## Култура
У Замбији постоји мала заједница Југословена а сада држављана свих држава са простора СФР Југославије.